# Смолинці

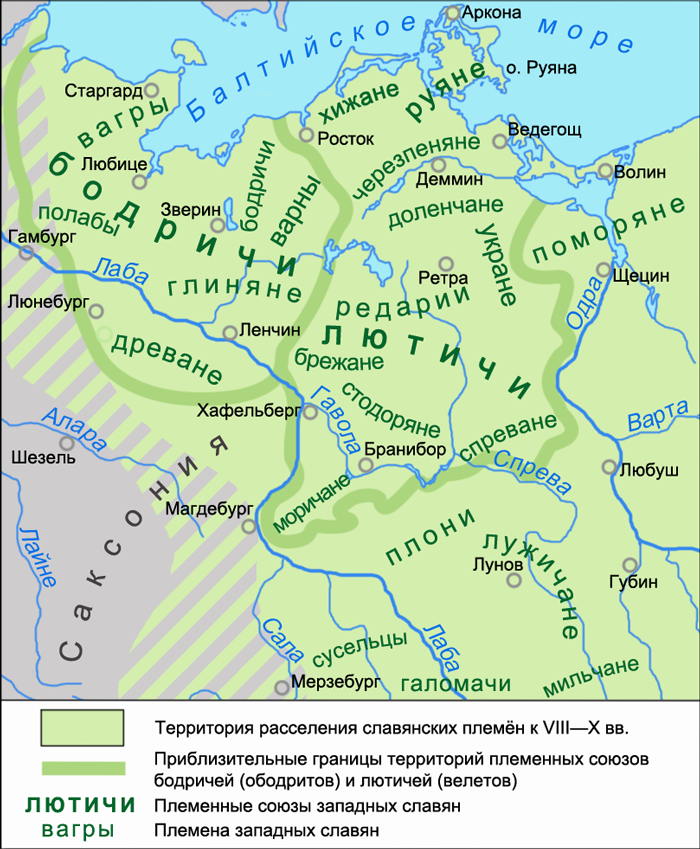
Стара карта слов'ян

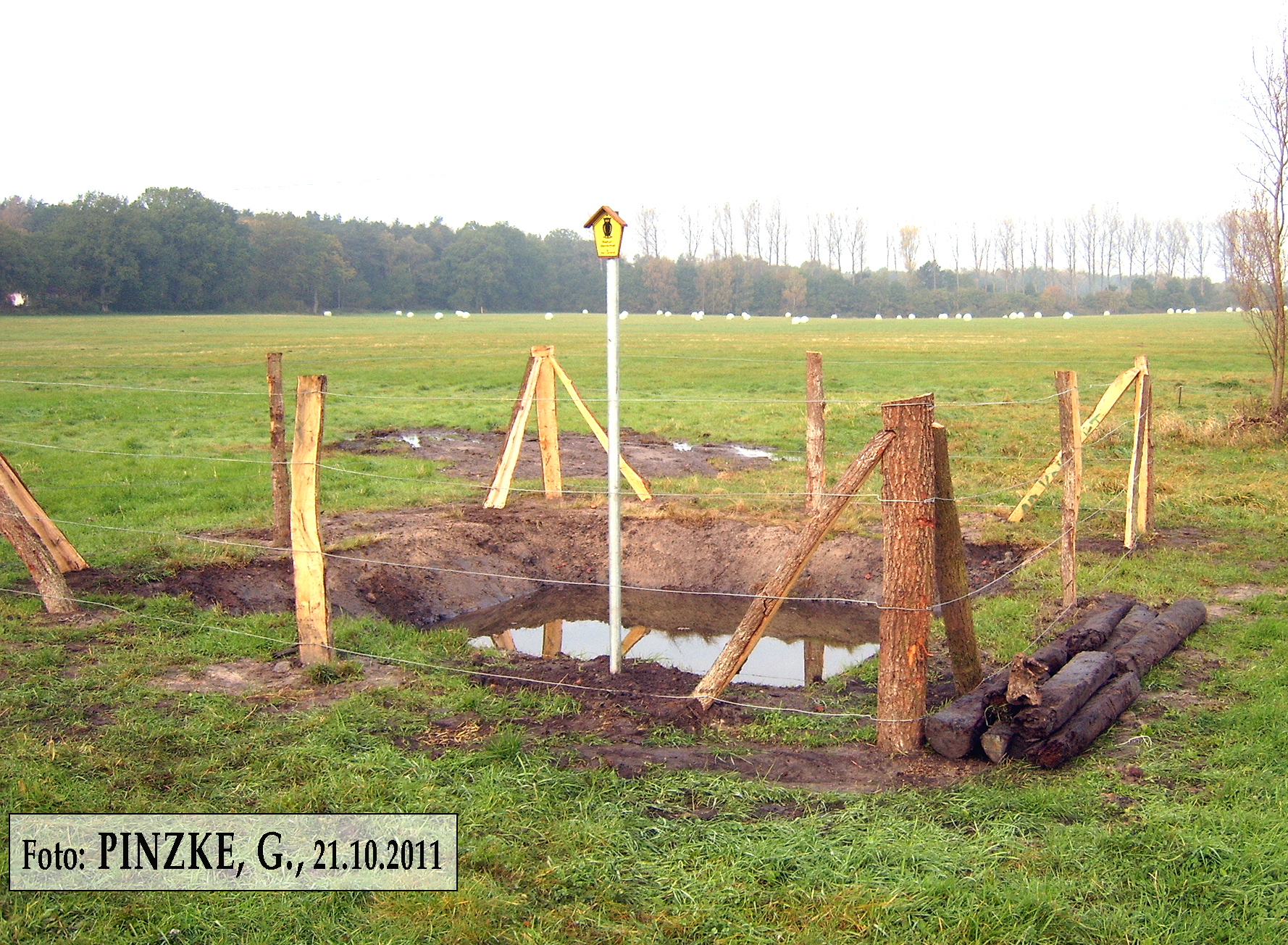
Історична пам'ятка видобутку солі старинним методом Naturdenkmal „Alte Salzquelle Conow-Sülze“

Смолинці (пол. Smolińcy) — полабське плем'я, жили поруч із древанами на західному березі Лаби. Сусідами було плем'я глиняни на півдні. Завойовані саксами на початку IX століття, в 808 році. Розмовляли на древанському діалекті. Не дали себе знищити, a ізоляція поселень допомогла в цьому, зберігали свою самобутність і самоідентичність до XVIII століття. Входили до Ободрицького союзу. Столицею племені смолинці було місто Конов, тепер німецьке місто Маллісс (Malliß). Смолинці видобували і продавали сіль, на іх землях були залежі кам'яної солі. Згадуються Баварським географом у IX столітті.
Цікаву паралель можна провести між:
- смолянці — західнослов'янське плем'я
- і смоленцями — жителі Смоленська.